# Victoria Libertas Pesaro 1979-1980
- Massimo Casanova
- Amos Benevelli
- Mike Russel
- Joe Pace
- Giuseppe Ponzoni
- Mauro Procaccini
- Gianluca Del Monte
- Giorgio Ottaviani
- Rodolfo Terenzi
- Roberto Terenzi

Allenatore:
- Carlo Rinaldi